# بوگویواتس (کورشوملییا)
بوگویواتس (به صربی: Bogujevac) یک منطقهٔ مسکونی در صربستان است که در کورشوملیا واقع شده‌است. بوگویواتس ۸۴ نفر جمعیت دارد.